# Î
Î, î (I с циркумфлексом) — буква расширенной латиницы.

## Использование
Буква Î используется во фриульском, румынском, итальянском, французском, валлийском, валлонском и турецком языках, а также в курдских языках, языке африкаанс и в системе романизации ISO 9.

### Африкаанс
В Африкаанс, Î является акцентированным вариантом I. Пример использования: «wîe», множественное число от «wig» (клин).

### Фриульский
Во фриульском языке Î используется для обозначения звука /iː/.

### Курдский
Î — 12-я буква курдского алфавита и обозначает /iː/.

### Румынский
Î — 12-я буква румынского алфавита, где обозначает звук /ɨ/ или /ɯ/. Этот звук также обозначается буквой Â. Отличие здесь в том, что буква â используется в середине слова, как в România, а î – в начале или конце слова: înțelegere (понимать), a urî (ненавидеть). Составное слово, начинающееся с буквы î, сохраняет её, даже если она находится в середине слова: neînțelegere (непонимание). Однако если добавляется суффикс, î меняется на â, например: a urî (ненавидеть), urât (ненавистный).

### Итальянский
Î — вариант I в итальянском языке. Она используется в формировании множественного числа существительных мужского рода, оканчивающихся на «-io», чтобы избежать омографии. Пример: «principio» /prinˈtʃipjo/ (принцип) во множественном числе «principî» /prinˈtʃipi/, в то время как «principe» /ˈprintʃipe/ (принц) во множественном числе будет «principi» /ˈprintʃipi/. Тем не менее, использование Î в итальянском устаревает; большинство итальянцев пишут «principi» как множественное число как «principio», так и «principe».

### Французский
Î — буква, которая присутствует в разных французских словах, таких как naître (родиться), abîme (бездна), maître (мастер) и др. В отличие от Â, Ê и Ô, циркумфлекс не изменяет произношение Î, также как и в Û. Циркумфлекс в этом случае означает, что исторически в этом слове после буквы i была ещё буква или даже слог (например, abîme образовано от латинского abyssum).

### Турецкий
В турецком Î используется для указания звука /iː/ в арабских заимствованиях, где он используется в качестве адъективного суффикса, который создаёт прилагательное из существительного.

### ISO 9
В системе романизации ISO 9 используется для транслитерации кириллической буквы Ӥ.

## В математике
В математике буква {\displaystyle \mathbf {\hat {\boldsymbol {\imath }}} } иногда используется для обозначения единичного вектора.